# Bouvet (nave da battaglia)
La Bouvet fu una nave da battaglia pre-dreadnought della Marine nationale francese, unica della sua classe, entrata in servizio nel giugno 1898.
Attiva nelle fasi iniziali della prima guerra mondiale, la nave prese parte alle operazioni navali nei Dardanelli finendo affondata il 18 marzo 1915 per l'urto con una mina.

## Caratteristiche

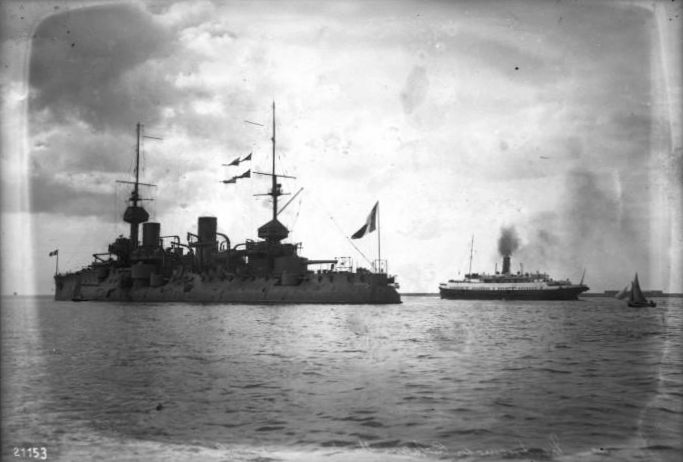
La nave nella rada di Tolone

La Bouvet fu l'ultima di una serie di navi da battaglia francesi costruite secondo un progetto comune ma sufficientemente diverse da essere considerabili come unità di classe unica: la prima di queste, che costituì la base per le altre, fu la nave da battaglia Charles Martel, seguita poi dalla Jauréguiberry, dalla Carnot, dalla Masséna e appunto dalla Bouvet; il progetto di massima riprendeva quello della precedente nave da battaglia Brennus, ma invece di montare l'armamento principale lungo l'asse di simmetria centrale adottavano una disposizione a losanga ripresa dalla vecchia ironclad Magenta. Queste cinque unità costituivano la risposta francese all'entrata in servizio delle navi da battaglia britanniche della classe Royal Sovereign.
La Bouvet aveva uno scafo lungo 117,81 metri tra le perpendicolari, largo 21,39 metri e con un pescaggio di 8,38 metri; il dislocamento ammontava a 12.007 t. A differenza delle altre unità similari, il suo ponte non era tagliato al livello del ponte principale e la sua sovrastruttura (comprendente due alberi per la direzione del tiro e due fumaioli) era più ridotta. L'equipaggio standard della nave era di 666 tra ufficiali e marinai, cifra che saliva a 710 uomini in tempo di guerra.
La propulsione della nave era garantita da tre motori a vapore a tripla espansione alimentati da 24 caldaie Belleville a carbone, i quali azionavano un unico albero motore; la potenza era di 15.000 ihp e garantiva una velocità di massima di 18 nodi (33 km/h). Alla costruzione, lo spazio a bordo consentiva di stipare 610 tonnellate di carbone, ma sfruttando dello spazio addizionale era possibile ampliare tale quantitativo fino a 980 tonnellate.
L'armamento principale della Bouvet consisteva in due cannoni Modèle 1893 calibro 305 mm, montati in altrettanti torri singole, una a prua e una a poppa, e due cannoni Modèle 1893 da 274 mm, in due torri singole montate sopra degli sponson a centro nave una per lato; l'armamento secondario comprendeva otto cannoni da 138,6 mm montati in altrettante torri singole installate in nicchie all'interno della sovrastruttura, otto cannoni da 100 mm a tiro rapido e quattro tubi lanciasiluri da 450 mm (due sommersi all'interno dello scafo e due montati sulla sovrastruttura, poi rimossi).
La protezione della nave, realizzata in acciaio al nichel, prevedeva una cintura corazzata che correva per tutta la lunghezza dello scafo con uno spessore di 460 mm a centro nave e 250 mm alle estremità; davanti alla cittadella centrale la cintura corazzata si riduceva a uno spessore di 305 mm che scendeva a 200 mm dietro di essa. Sopra la cintura vi era un'armatura laterale spessa 101 mm. Le torri dell'artiglieria principale erano protette da una corazzatura spessa 380 mm, mentre quella delle torri secondarie era spessa 120 mm; il torrione di comando era protetto sui fianchi da una corazzatura spessa 305 mm.

## Storia

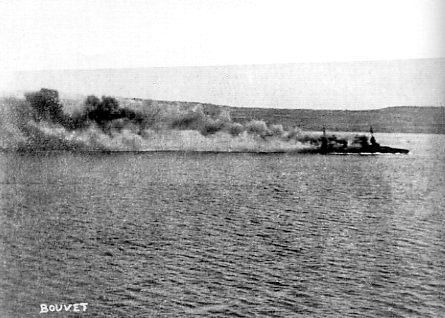
Gli ultimi istanti della Bouvet il 18 marzo 1915, ripresa poco dopo l'urto con la mina che la affonderà

Impostata nei cantieri navali di Lorient il 16 gennaio 1893, la nave fu varata il 27 aprile 1896 con il nome di Bouvet in onore di François Joseph Bouvet de Précourt, ammiraglio francese del periodo delle guerre rivoluzionarie; dopo lavori di allestimento, l'unità entrò in servizio con la Marina francese nel giugno del 1989. Assegnata allo Squadrone del Mediterraneo, nel 1903 la Bouvet fu sostituita nel suo ruolo dalla nuova nave da battaglia Suffren, andando a rimpiazzare la vecchia ironclad Dévastation nello Squadrone del Nord; durante delle manovre nel Golfe-Juan, il 31 gennaio 1903 la nave da battaglia Gaulois speronò accidentalmente la Bouvet, anche se entrambe le unità non riportarono che leggeri danni. Durante le esercitazioni navali annuali del luglio-agosto 1903 la Bouvet servì come nave di bandiera dell'ammiraglio Gervais, l'osservatore neutrale della battaglia simulata
Nel 1906 la Bouvet tornò in forza allo Squadrone del Mediterraneo, ora al comando del vice ammiraglio Touchard. Dopo l'eruzione del Vesuvio dell'aprile 1906, la Bouvet e le navi da battaglia Iéna e Gaulois furono inviate a Napoli per prestare assistenza alla popolazione civile; durante le annuali manovre navali del luglio-agosto 1906, la nave sfiorò nuovamente una collisione con la Gaulois. Assegnata al Secondo Squadrone del Mediterraneo nel 1908, la corazzata fu ritirata dal servizio attivo per un anno mantenendo a bordo solo un equipaggio ridotto.
Allo scoppio della prima guerra mondiale la Bouvet fu assegnata alla scorta dei convogli navali degli Alleati nel Mediterraneo fino al novembre del 1914, quando fu inviata a guardia dei Dardanelli per prevenire una sortita dell'incrociatore da battaglia tedesco Goeben rifugiatosi a Costantinopoli; il 19 gennaio 1915 la corazzata bombardò il forte ottomano di Kum Kale, sul lato asiatico dei Dardanelli, e durante l'azione fornì assistenza alla Suffren nel fornire via radio le correzioni di tiro con cui la Gaulois poté provvedere alla soppressione dell'artiglieria costiera nemica.

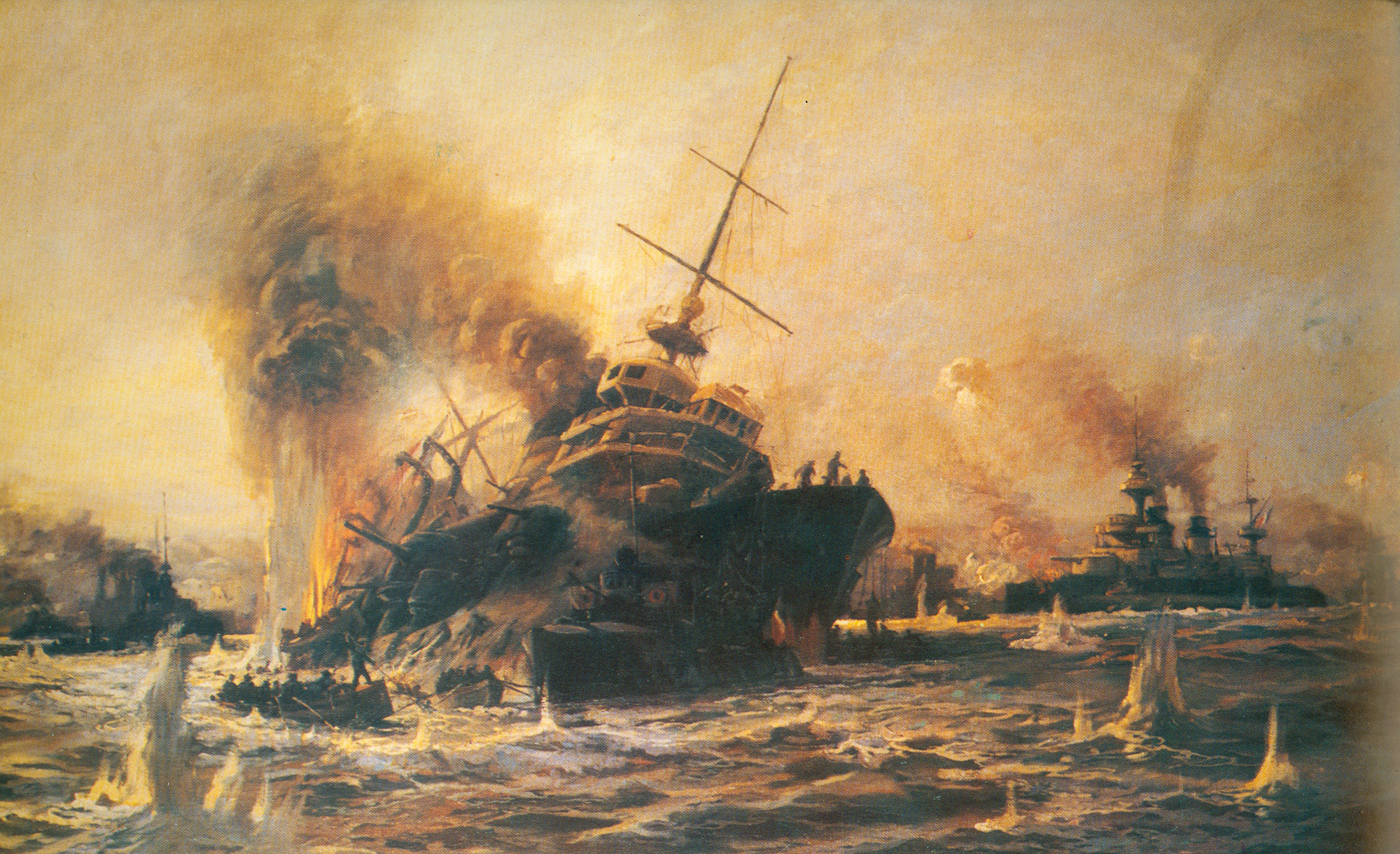
Quadro raffigurante l'affondamento della Bouvet

Il 18 marzo 1915 la Bouvet, insieme alla Charlemagne, alla Suffren e alla Gaulois, fece parte della squadra francese dell'ammiraglio Émile Guépratte incaricata insieme alla flotta britannica di sopprimere le difese ottomane dei Dardanelli: il piano dell'ammiraglio britannico John de Robeck prevedeva che sei corazzate della Royal Navy avrebbero bombardato a distanza le fortificazioni nemiche per permettere poi alle navi francesi di avvicinarsi e colpirle da distanza ridotta; le navi alleate erano schierate in tre linee, con la Bouvet che occupava la posizione centrale della seconda linea. La forza anglo-francese penetrò nei Dardanelli intorno alle 11:30 e iniziò il tiro sulla città di Çanakkale, prima di spostare il fuoco sulla fortezza di Hamidieh e sulle fortificazioni vicine alle 13:30; nel corso dell'azione la Bouvet incassò otto colpi sparati dall'artiglieria costiera ottomana, con la sua torre anteriore messa fuori uso dopo la rottura dell'estrattore dei gas e uno dei suoi alberi abbattuto dal tiro nemico.
Intorno alle 15:15, mentre le unità francesi stavano disimpegnandosi, la Bouvet urtò una mina deposta dagli ottomani poco prima dell'attacco alleato, la quale detonò all'altezza della torre da 274 mm di dritta: la nave, ormai vecchia e in precarie condizioni di manutenzione, si capovolse e affondò nel giro di due minuti; torpediniere e unità leggere accorsero per prestare aiuto ai naufraghi, ma riuscirono a trarre in salvo solo 50 dei 710 membri dell'equipaggio della corazzata. La perdita della Bouvet e, nella stessa azione, delle corazzate britanniche Ocean e Irresistible fu poi alla base della decisione di sospendere il tentativo di forzare i Dardanelli con un attacco navale e di puntare invece su una campagna terrestre.